# Therorhodion camtschaticum
Therorhodion es   género monotípico de arbustos pertenecientes a la familia Ericaceae. Su única especie: Therorhodion camtschaticum, se distribuye por las regiones templadas del hemisferio norte.

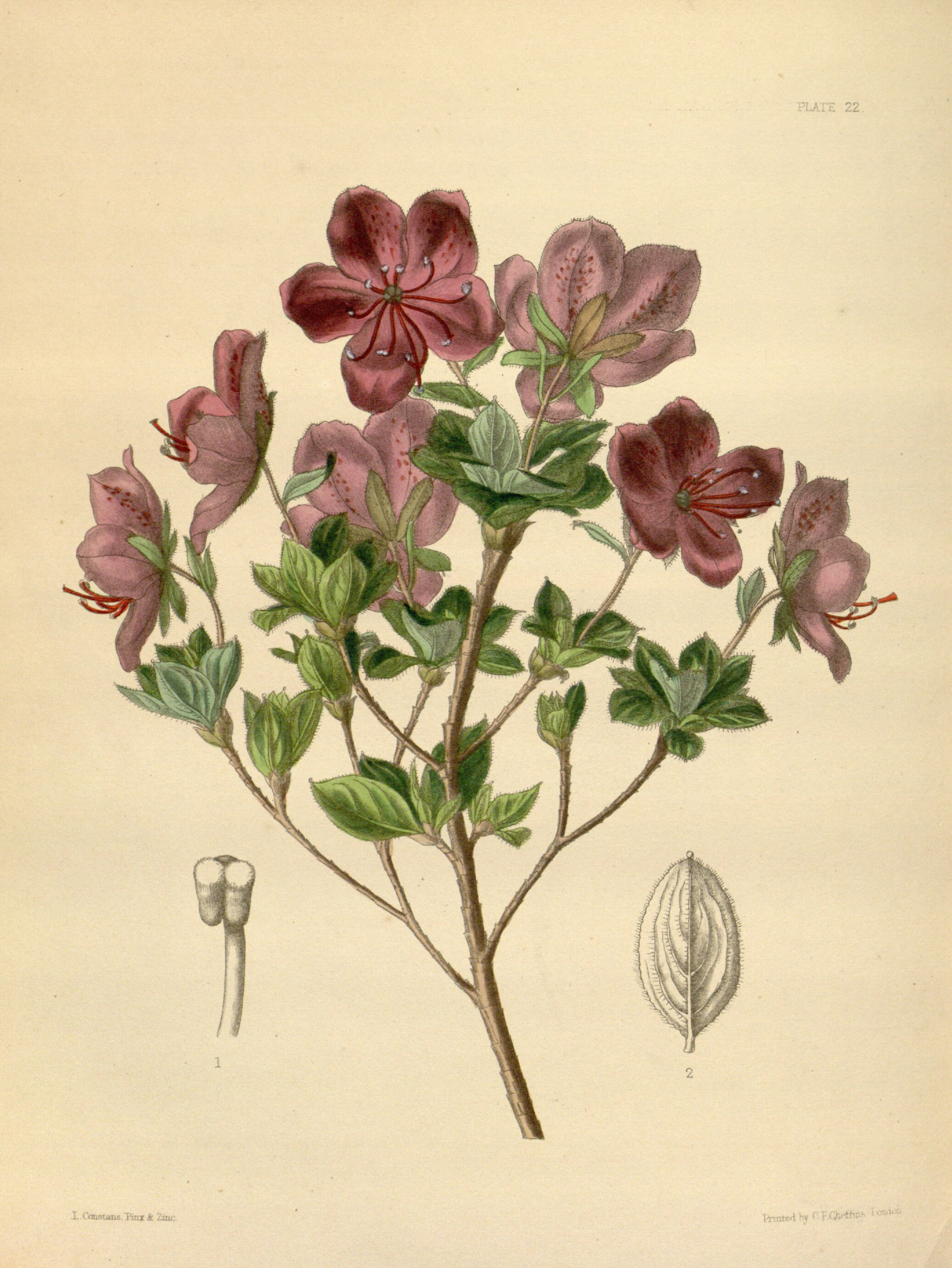
Ilustración

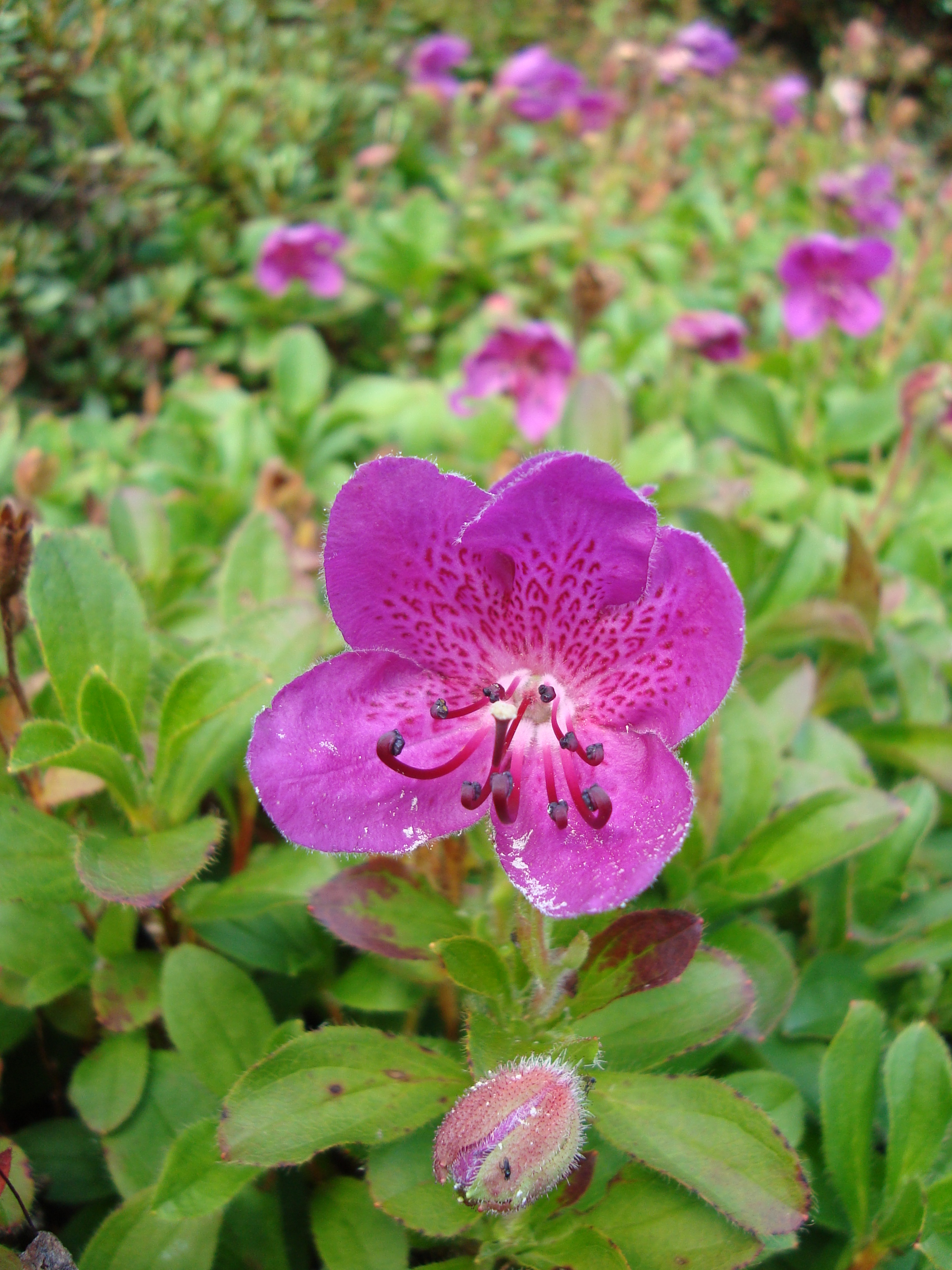
Flor

## Descripción
Son arbustos que generalmente alcanzan un tamaño de 20 cm de altura. Los tallos multicelulares-eglandulares peludos (con pelos no ramificados), a veces también estipitado-glandular cabelludos, glabros con la edad. Las hojas a menudo agrupadas hacia los brotes distales; hojas elípticas a obovadas, de 1-4.5 (-6) x 0,7-2,4 cm, delgadas, márgenes ciliados (pelos eglandulares), ápice redondeado a obtuso o agudo, mucronado, superficies normalmente eglandular peludo, a veces escasamente glandular-peludo. Escamas de las yemas florales (y brácteas de la inflorescencia en forma de hoja) eglandular peluda. Las inflorescencias 2-3-florecidas, a veces flores solitarias; eje alargado. Pedicelos de 1 a 4,7 cm. Cápsulas de 6-11 mm, unicelulares-peludo. Tiene un número de cromosomas de 2n = 24, 26.

## Hábitat
Se encuentra en el Ártico y la tundra alpina y brezales, prados y bosques subalpinos. La floración se produce en verano.

## Taxonomía
Therorhodion camtschaticum fue descrita por (Pall.) Small y publicado en North American Flora 29(1): 45. 1914.
Variedad
- Therorhodion camtschaticum var. pumilum (E.A. Busch) T. Yamaz.